# Betriebshof Cottbus-Mitte

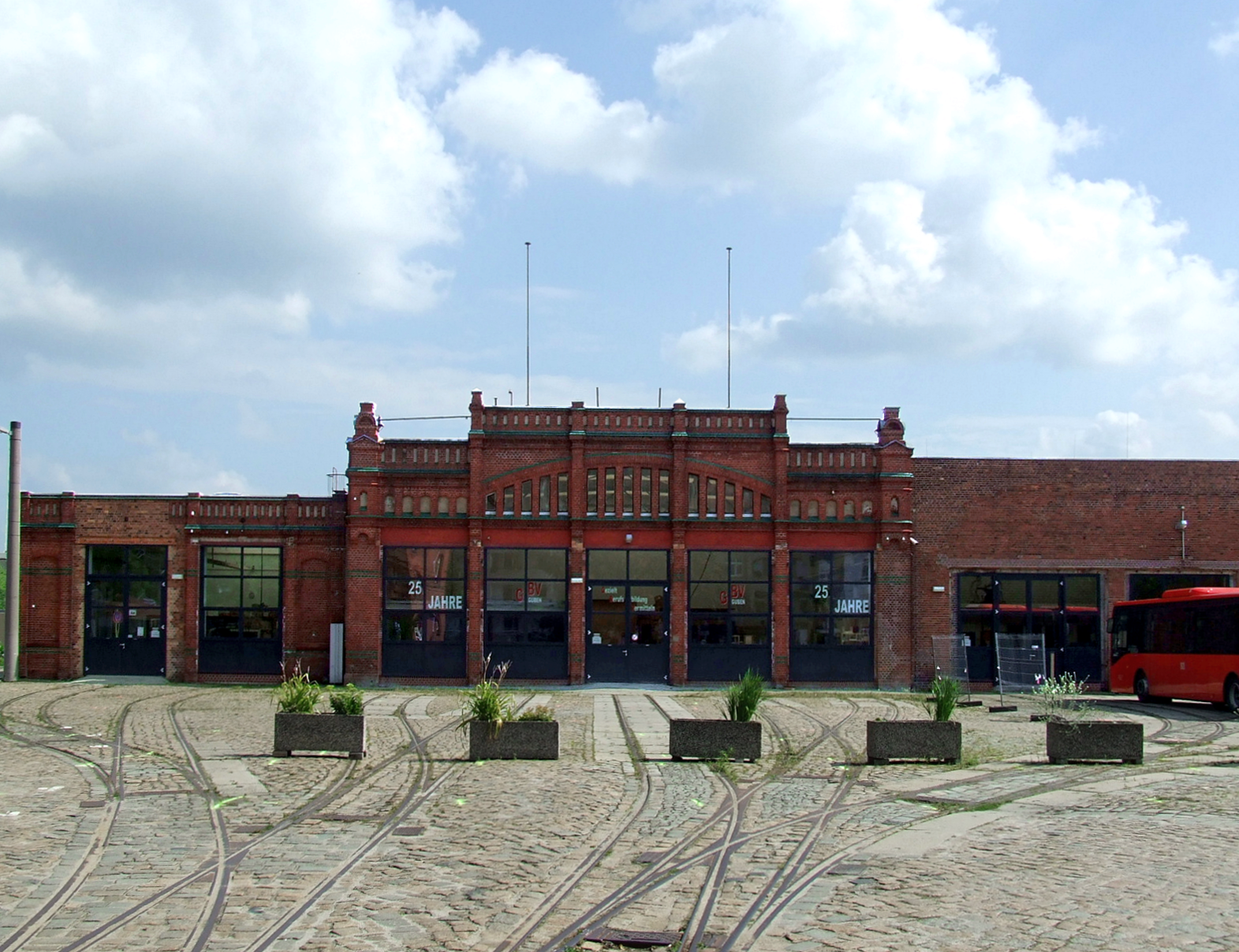
Ehemalige Wagenhalle (2016)

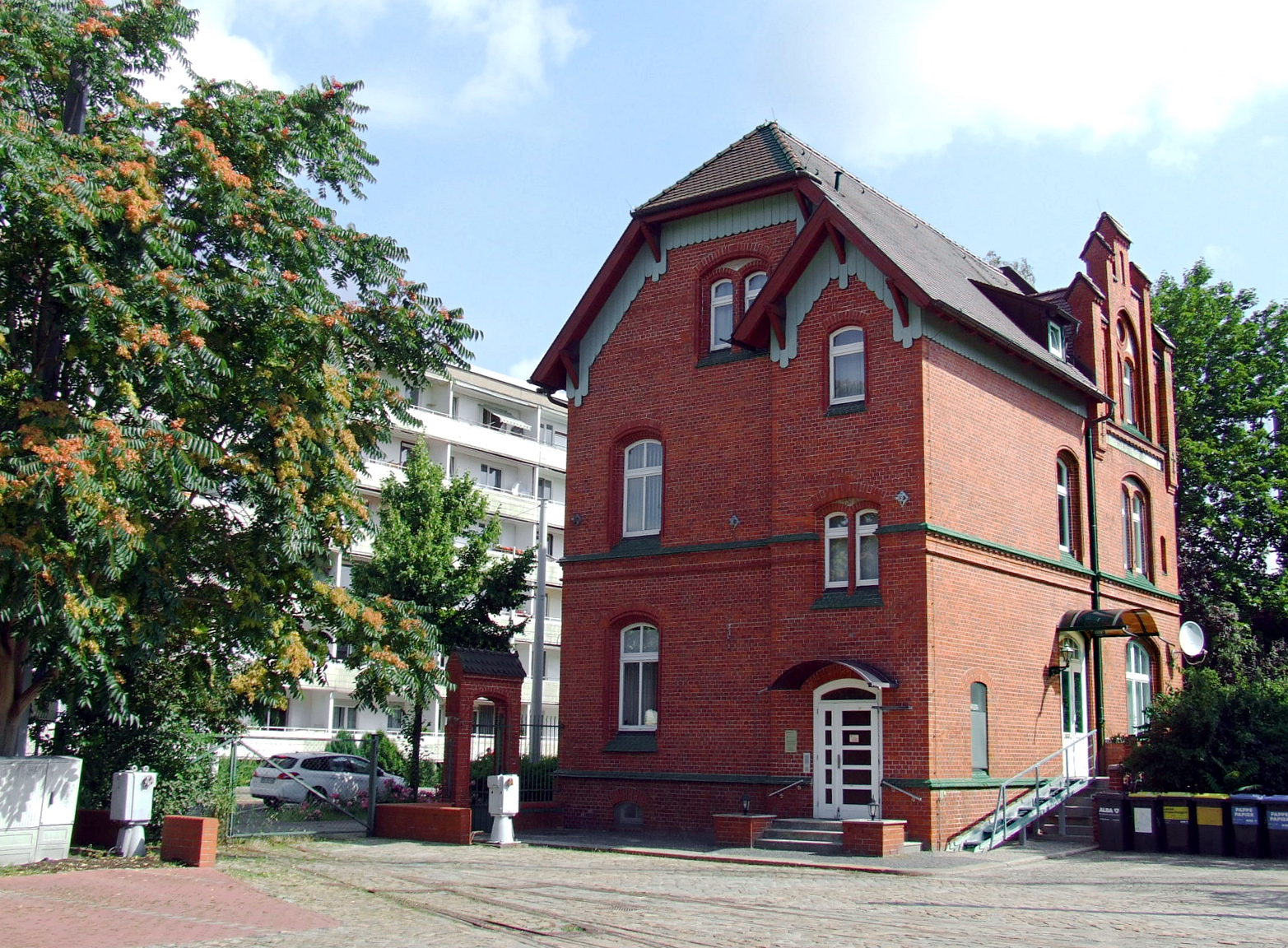
Verwaltungsgebäude (2016)

Der ehemalige Betriebshof Cottbus-Mitte der Cottbuser Straßenbahn ist ein denkmalgeschütztes Bauwerk in der Berliner Straße 58 der Stadt Cottbus.

## Baugeschichte
Das Grundstück mit den Gebäuden des alten Straßenbahndepots an der Berliner Straße 58 wird eingegrenzt durch die Karl-Liebknecht-Straße (ehemals Kaiser-Friedrich-Straße), die alte Trassenführung der vormaligen Spreewaldbahn und die Berliner Straße (ehemalig Kolkwitzer Straße). Die ersten Baudokumentationen zum Bau der Wagenhalle mit Werkstatt sind vom September 1900 im Archiv der Cottbuser Baufirma Pabel registriert. Die Genehmigung der Cottbuser Behörden zu diesem Projekt erfolgte damals mit Verzögerung. Die Ursache lag in der Wirtschaftskrise, als die Kommunen sich jede Ausgabe gründlich überlegten. Die geplante Wagenhalle mit Werkstatt wurde dann im Jahre 1903 errichtet. Nach den Dokumenten des Pabel-Bauarchivs ist davon auszugehen, dass der Cottbuser Maurermeister August Patzelt den Zuschlag zu diesem Bau vom Magistrat der Stadt Cottbus erhalten hat.
Gemäß den Angeboten und Bewilligungen der erteilten Baugenehmigungen wurde 1908/09 ein Erweiterungsbau fertiggestellt, der nicht genau zugeordnet werden kann, wahrscheinlich im Südosten des Bauplatzes. Sowohl im Stadtarchiv als auch beim ehemaligen Eigentümer, der Cottbusverkehr GmbH gibt es von 1909 bis zum Jahr 1950 keine Unterlagen zu diesem Straßenbahndepot. Die Lagerräume des Depots wurden dann ab 1950 umgebildet und der Anbau von Sozialräumen im Süden der Werkstatt wurde fortgesetzt. 1955 fand der Anbau einer weiteren Werkstatt westlich der Wagenhalle statt. 1966 wurde eine Bauerlaubnis für den Anbau einer Waschanlage auf der Westseite erteilt. Die Abnahme erfolgte dann am 14. September 1965. Eine Bauerlaubnis zur Erneuerung der Montagegruben in der Wagenhalle wurde 1967 erteilt. Der Einbau von Stahlträgern und Stützen in Hauptlager unter der ehemaligen Lehrwerkstatt (Kellergeschoss Raum 0.04) erfolgte im Jahre 1981. Die ehemalige Lehrwerkstatt wurde 1992 gründlich umgebaut und saniert. Als Folge eines Brands in der Werkstatt am 27. Dezember 1993 erfolgte die Wiedererrichtung der Dachkonstruktion unter der Verwendung der noch existierenden Balken. 1998 wurde dieses Objekt vom Eigentümer, der Cottbusverkehr GmbH, zugunsten der neuen Betriebsstätte in Schmellwitz stillgelegt.

## Bauwerksbeschreibung

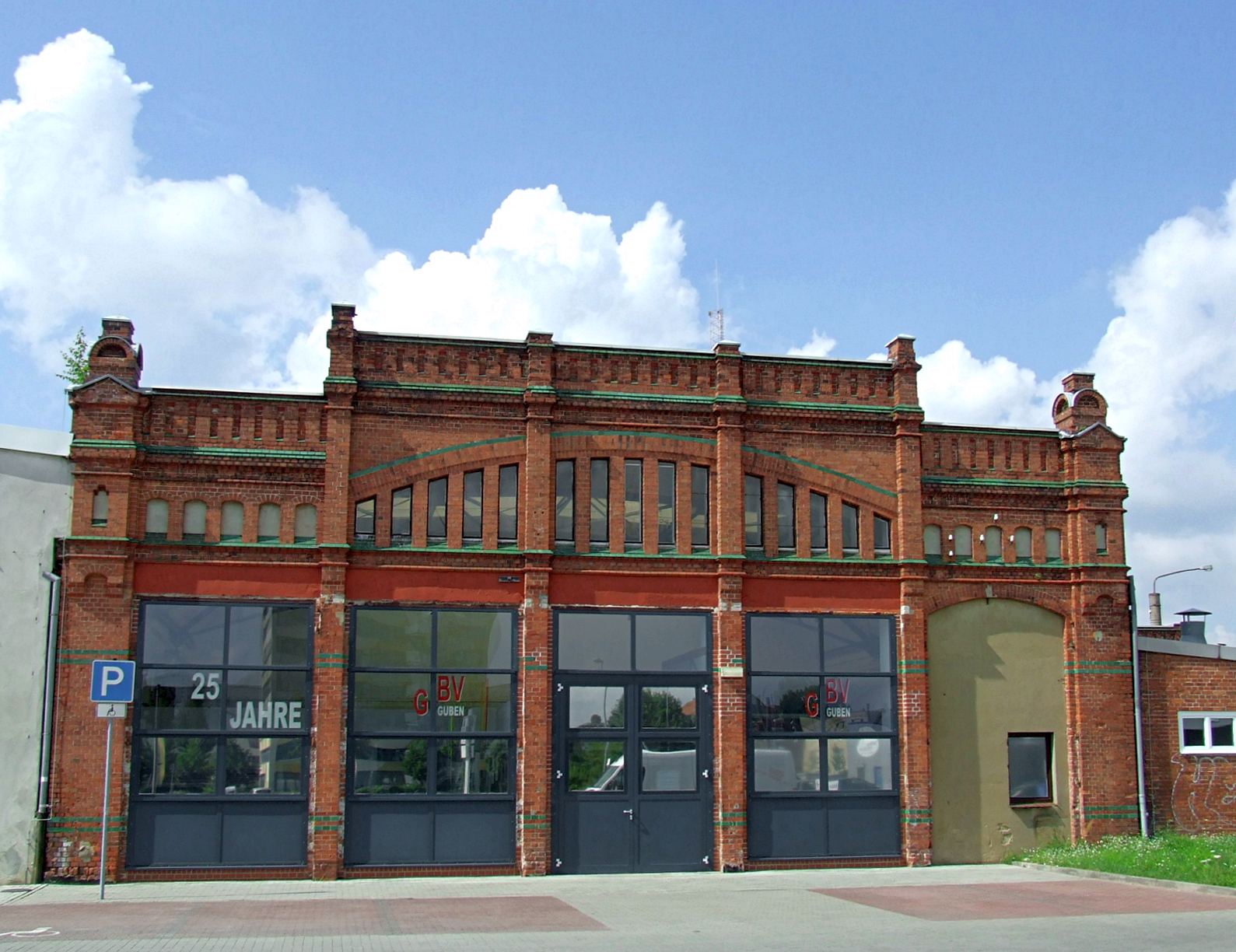
Ansicht des Depots von Süden (2016)

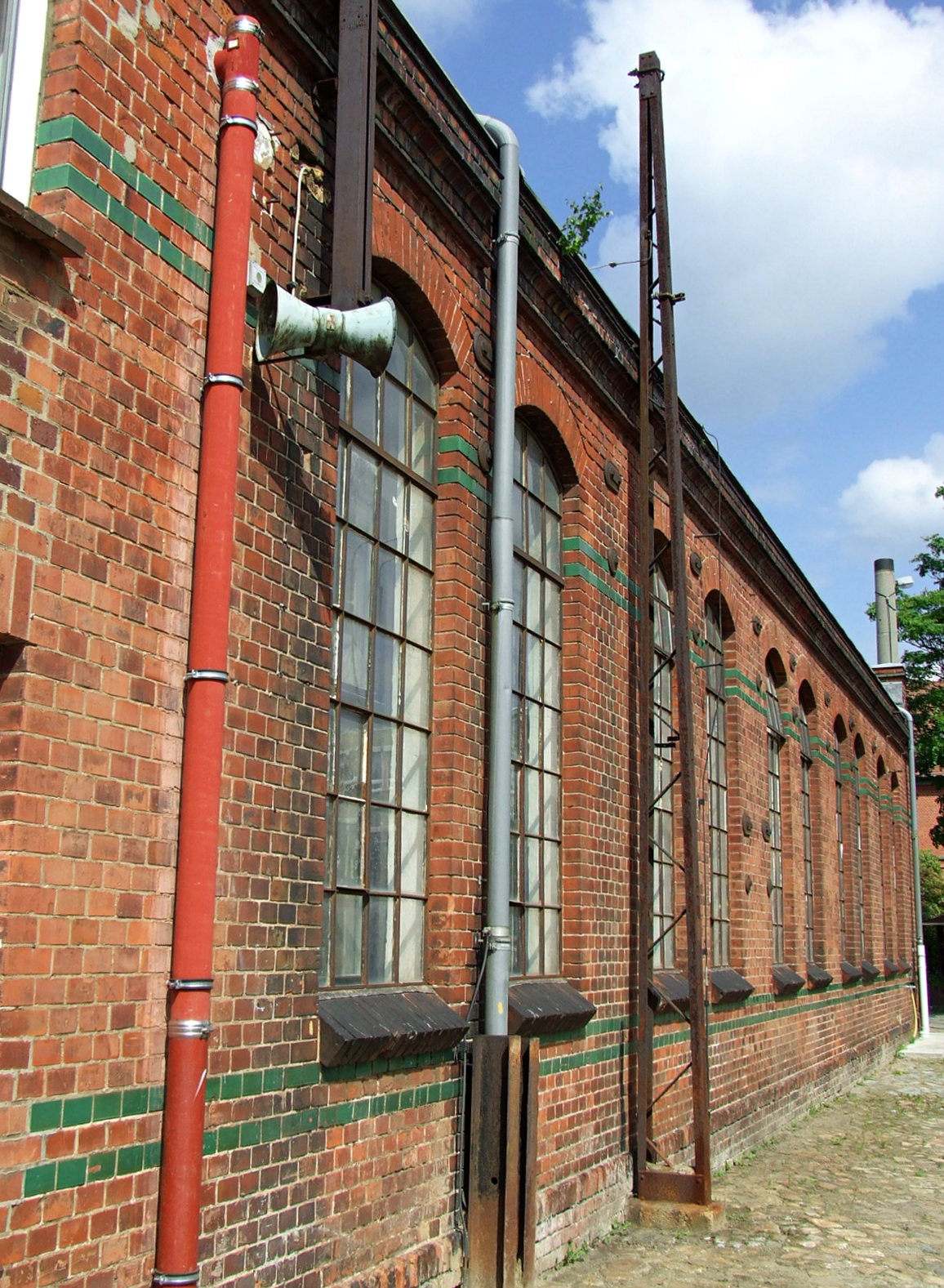
Fassade des Depots (2016)

Die Reihenfolge der An- und Umbauten dieses Straßenbahndepots lässt sich noch an den Fassaden ablesen und ist durch Archivgrundrisse zeitlich belegbar. Auf der Nordseite besteht die fünfachsige Fassade aus rot-braunem Klinkerverblendmauerwerk im Binderverband. Filigran wirkt diese Fassade durch die grün glasierten Klinkerstreifen, die Gesimsabdeckung mit Steinen in der gleichen grünen Farbglasur wie die Klinkerstreifen und durch die geputzten Blendfelder im Giebel- und Attikabereich. Die gestalterischen Elemente der Fassade werden durch die Rollschichten an den Blendfeldern und gemauerten Lisenen vervollständigt. Die Attika wird durch seitliche Schmucktürmchen eingefasst.
Die Stahltüren sind hier zweiflügelig, im oberen Drittel der Tore befinden sich Glasausschnitte, zum Teil aus Drahtglas. In der Wagenhalle bestehen die Fenster aus einflügeligen Holzfenstern mit Kunststoffbeschlägen und Einfachverglasung. Über diese Fenster zieht sich ein großer Segmentbogen über drei Giebelfelder. Ferner befinden sich an der Fassade noch alte Stromleitungshalter aus Eisen und Porzellan.
Um die verschiedenen Eingriffe besser dokumentieren zu können, kann die Ostfassade in drei Teilbereiche gegliedert werden:
- Wandteil 1 (rechts) ist bauzeitlichen Ursprunges und grundsätzlich ohne Eingriffe. Dieser Wandteil besteht aus zehnachsigem rotbraunem Klinkerverblendmauerwerk im Binderverband sowie grün glasierten Klinkerstreifen in Brüstungs- und Stichbogenanschnittshöhe der Fenster. Aus Steinen mit der gleichen grünen Farbglasur wie die Klinkerstreifen wurde hier die Gesimsabdeckung realisiert. Über den grünen Klinkerstreifen befinden sich auch die Rollschichten an den Fensterbänken. Die Stichbogenfenster dieses Wandteils bestehen aus Stahl mit Einfachverglasung. Jedes  Fenster hat ein Oberlicht zum Öffnen und ein Öffnungselement in der darunterliegenden Festverglasung. Die Verglasung der Öffnungselemente besteht hier teilweise aus Drahtglas.

- Wandteil 2 (Mitte) ist ebenfalls bauzeitlichen Ursprunges, aber mit vielen Eingriffen, die den Achsenraster der Fenster jedoch fast vollständig unterbrochen haben. Die Eingriffe an diesem Wandteil der Ostfassade stammen hauptsächlich von 1954/55. Dabei erfolgte der Geschosseinbau im Bereich der alten Lager und die Installation von zwei Türen in der Fensterfront. Hier wurden die Bei- und Zumauerungen einfach mit gebrannten Ziegeln realisiert. In den neu aufgemauerten Teilen fand kein Ersatz der grün glasierten Klinkerstreifen statt. 1992 wurden die zweiflügeligen Fenster bei der Sanierung der ehemaligen Lehrwerkstatt erneuert.

- Der eingeschossige Anbau im Wandteil 3 (links) wurde 1955 im Südosten des Bauwerks errichtet. Die Qualität des hier verwendeten Ziegels weicht im Bezug auf Qualität deutlich vom Hauptgebäude ab. Auch die Fensterformate verweisen hier auf eine spätere Bauzeit. Bei der Sanierung von 1992 wurden hier Kunststofffenster mit Isolierverglasung eingebaut. Im Rahmen dieser Sanierung wurde hier auch die Eingangskonstellation neu gestaltet.

Die Fassade auf der Südseite dieses Depots wurde bauzeitlich analog zu der Fassade auf der Nordseite errichtet. Erbaut wurde diese Fassade aus 5-achsigem rotbraunem Klinkerverblendmauerwerk im Binderverband, grün glasierten Klinkerstreifen, mit einer Gesimsabdeckung aus Steinen in der gleichen grünen Farbglasur wie die Klinkerstreifen und mit geputzten Blendfeldern im Giebel- und Attikabereich. Tore und Fenster an dieser Fassade sind denen der Nordfassade ähnlich.
Die Aufmauerung eines Torfeldes in der Wagenhalle war vermutlich der wesentliche Eingriff an der Südseite. In den Archivdokumenten ist dies aber nicht eindeutig datiert. Wahrscheinlich ist dieser Eingriff im Rahmen des An- und Umbaus der Sozialräume in den Jahren 1954/55 zustande gekommen.
Trotz der zum Teil grob durchgeführten Umbauten und Ergänzungen hat dieses Straßenbahndepot seine für 1900 typische Fassadenarchitektur behalten.
In der Wagenhalle bestehen die Wände aus verputztem Ziegelmauerwerk mit Wandvorlagen und in einigen Wandbereichen befindet sich Fliesenbelag.
Aus Beton mit eingelassenen Schienen wurde hier der Fußboden errichtet, wobei große Teile für die Montagegruben abgesenkt und mit Gitterrostbelag auf der Schienenebene versehen sind.

## Bauzustand
Vom ersten Anschein gibt das Gebäude den Eindruck, als sei es in einem sehr guten baulichen Zustand. Ursache dafür ist hauptsächlich die Backsteinfassade, die diesen Eindruck vermittelt. Nach der Dachsanierung im Jahre 1992 ist das Gebäude von oben her überwiegend trocken. Wegen der fehlenden Abdichtung im Mauerwerk dringt aber Feuchtigkeit aus dem Erdreich ins Gebäude. Die Umbaumaßnahmen am Gebäude fanden teilweise mit groben Eingriffen in den Bestand statt. So wurde beim Einbau eines vermutlich breiteren Tores im Werkstattbereich eine ganze Achse mit neuen Ziegeln aufgemauert.
Anhand der im Gebäude dokumentierten Bauschäden ist im Allgemeinen ein guter Bauzustand festzustellen. Jedoch ohne Behandlung der Wasserschäden kann eine Verschlechterung des Bauzustandes erwartet werden.

## Umnutzungskonzepte
Nach der Eröffnung des neuen Betriebshofes in Schmellwitz im Jahre 1998 wurde die Nutzung des alten Depots an der Berliner Straße 58 aufgegeben. In diesem Jahr entwickelte Professor Günter Bayerl an der Brandenburgischen Technischen Universität ein Konzept zur Umstrukturierung dieses Depots zum Technikmuseum. Im Rahmen dieses Konzeptes sollte dieses Depot als Museumsstandort für Oldtimer mit historischen Straßenbahnen, alten Taxifahrzeugen, Bussen und Pferdekutschen genutzt werden. Zu diesem Zweck wurde auch der Verein „Technorama Niederlausitz e. V.“ gegründet. Um für künftige Investoren den Einstieg in das Objekt zu erleichtern wurde eine Kostenschätzung zum „Technorama“ vom Architekturbüro Ulrich Stasse entworfen. Unter der Leitung von Professor Otto haben Studenten in der Fachhochschule Lausitz auch neue Versionen zu diesem Depot entworfen.
Im Zusammenhang mit der verlängerten Bauzeit der Stadthallensanierung nutzte die Cottbuser Congress, Messe & Touristik GmbH dieses Straßenbahndepot vom September 2000 bis Februar 2001 als Zwischenspielstätte. Die Wagenhalle des Straßenbahndepots bildete hier das Foyer für das sogenannte „Showdepot“. Die Nutzung dieses Depots als Veranstaltungsstätte musste dann angesichts Anwohnerbeschwerden unter Hinweis auf die „unzumutbaren“ Lärmemissionen aufgegeben werden. Dann wurde dieses Straßenbahndepot vorübergehend als Veranstaltungsort für Firmen zur Verfügung gestellt.
2002 verkaufte die Cottbusverkehr GmbH dieses Depot nach einer Stillstandsphase an einen Bauträger aus Dresden. Die Umnutzungskonzepte des neuen Eigentümers reichen vom Handelszentrum bis hin zur Nutzung als Sport- und Freizeitzentrum.

## Baudenkmalische Bedeutung
Die wechselhafte Planungsphase des Baus dieses Straßenbahndepot führte unter anderem zu einer interessanten Sonderkonstruktion der Wagenhalle. Bemerkenswert sind hier die ersten Entwürfe, die stark an eine Pferdehalle erinnern, aber am ausgeführten Bau ist spürbar ein Entwicklungsschwung zu erkennen. Im Vergleich zu den Berliner Bauten von 1900 veranschaulicht dieses Straßenbahndepot eine besondere Tragwerkskonstruktion. Während alle Eisenfachwerkbinder dieser Entwicklungsstufe mit horizontal verlaufendem Untergurt gebaut wurden, hat dieses Depot jedoch durch seinen gebogenen, sichelförmigen Untergurt und den trapezförmigen Obergurt eine ungewöhnliche Tragkonstruktion erhalten. Diese Eigenschaft ist in der Entwicklungskette einmalig.
Bemerkenswert hier ist, dass zeitlich vergleichbare Bauten in Berlin neben ihrer reduzierten Dachkonstruktion auch eine sehr reduzierte Fassadengestaltung aufweisen. Jedoch nur das zeitgleich begonnene Köpenicker Beispiel weist eine vergleichbar gehobene Fassadengestaltung auf.
Städtebaulich liegt dieses Depot zwischen dem Randgebiet der Anfang des 20. Jahrhunderts entstandenen wesentlichen Stadterweiterung und der sich auflockernden Bebauung im Stadtteil Ströbitz. Die westliche Stadterweiterung von Cottbus beinhaltet den Bereich um das Jugendstiltheater der Stadt Cottbus und ist von 1870 bis 1914 zustande gekommen. Das Zentrum der Stadt Cottbus, die westliche Stadterweiterung und dieses Depot waren über die Berliner Straße verbunden.